# 2005年飓风玛丽亚
飓风玛丽亚（英語：Hurricane Maria）是2005年9月形成的1场大型飓风，也是活跃程度创纪录的2005年大西洋飓风季第13场获得命名的风暴、第6场飓风和第4场大型飓风。系统源自9月1日大西洋中部的东风波，成为热带气旋后向西北方向移动，因行经海域水温升高而逐渐增强，于次日升级成热带风暴，再于9月4日成为飓风。9月5日，玛丽亚短暂强化至三级飓风标准，并在百慕大以东达到最高强度。接下来气旋逐渐减弱，于9月8日降级成热带风暴，再于两天后转变成温带气旋。
玛丽亚在热带天气系统阶段没有对陆地构成威胁，但转变成温带风暴后依然强劲，在冰岛产生热带风暴强度大风，还在挪威引起山体滑坡，导致3人遇难。

## 气象历史
8月27日，一股强劲东风波离开非洲海岸向西进入大西洋，其组织结构逐渐改善，于9月1日在佛得角和小安的列斯群岛之间的中途海域发展成第十四号热带低气压。受西南方向上层低气压产生的风切变影响，系统发展受阻，美国国家飓风中心的预测也遇到困难，部分模型估计低气压会消散，但另一些模型认为系统会增强成飓风。低气压向西北方向穿越大西洋开放水域，并在此期间逐渐强化，于9月2日成为热带风暴并获名“玛丽亚”（Maria），再于9月4日达到飓风标准。
进入中大西洋的玛丽亚因外界环境有利而继续增强，于9月5日在百慕大以东约770公里洋面短暂达到大型飓风标准，风力时速达185公里。但由于风切变持续增多，行经海域水温降低，风暴迅速减弱，于9月7日降至飓风最低标准强度。美国国家飓风中心在当时的实际操作中认为玛丽亚此时短暂降级成热带风暴，但飓风季过后的重新分析结果表明气旋强度还维持在飓风水平。
美国国家飓风中心预计，玛丽亚会在向东北方向移动期间继续缓慢减弱，但风暴实际却因上层低压槽的影响再度增强。气象机构还一度预测飓风会迅速转变成温带气旋，但玛丽亚实际上在热带气旋状态下保持的时间比预测数据还要长48小时。。9月9日，玛丽亚弱化成热带风暴，最终于9月10日清晨在亚速尔群岛和纽芬兰岛之间的中途海域转变成温带气旋。
玛丽亚的温带残留接下来有显著增强，于9月11日在北纬约52°洋面再度达到飓风强度，最低气压低至962毫巴（百帕），与热带气旋阶段的最低气压持平。9月13日，温带风暴以飓风强度在冰岛以北近海掠过，其中心始终位于海上。9月14日，风暴在逼近挪威期间同另一个同更大规模的温带天气系统合并。

## 影响和纪录

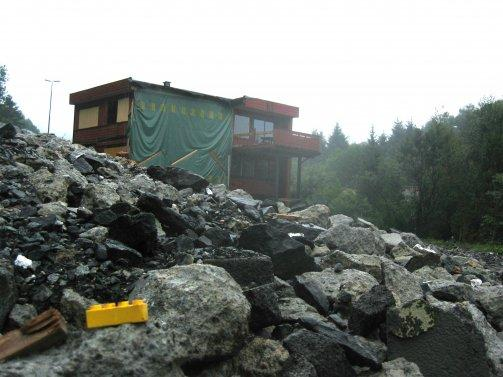
玛丽亚的温带残留在挪威引起山体滑坡

虽然行经海域距美国东岸尚有较远距离，但玛丽亚还是同当时位于百慕大附近的飓风内特共同产生离岸流，导致新泽西州1人遇难，另有1人重伤。
玛丽亚在热带气旋阶段没有接近任何陆地，但在9月10日成为温带气旋后曾对北欧构成影响。9月12日，冰岛开始受气旋影响，测得风速达到热带风暴强度。韦斯特曼纳群岛测得的风速最高，达每小时107公里，最低气压低至979毫巴（百帕）。玛丽亚接下来从苏格兰最北部掠过，但没有报道表明气旋有在当地造成破坏。玛丽亚的温带残留同另一风暴结合，然后从挪威登陆。该国出现热带风暴强度大风和暴雨，引起洪灾和多场泥石流，特别是卑尔根周边地区灾情严重。当地有1人当场丧生，另有至少9人受伤，多幢民宅毁于一旦。许多停靠在波罗的海的渡轮受到影响。9月18日，一名女性因伤势过重去世，她的女儿也受重伤，只能用呼吸器维持生命，但也在2006年2月7日逝世。风暴过去后，该国各项损失的赔偿总额约为1880万挪威克朗（相当于2005年的310万美元）。
飓风玛丽亚于9月2日成形，创下单个大西洋飓风季中形成日期最早的第13场风暴纪录，比1933年大西洋飓风季创下的原纪录要早6天。